# Fabrice Borer
Fabrice Borer (24 december 1971) is een Zwitsers voormalig voetballer die speelde als doelman.

## Carrière
Borer startte zijn loopbaan bij SR Delémont, hierna speelde hij voor Lausanne-Sport. Met FC Sion werd hij landskampioen in 1997, hij voetbalde er zes seizoenen alvorens de overstap te maken naar Grasshopper. Met deze club werd hij kampioen in 2003, nadien speelde hij terug voor Sion en won in 2006 de beker.
Borer maakte zijn debuut voor Zwitserland in 2002, in totaal speelde hij drie interlands.

## Erelijst
- FC Sion
  - Landskampioen: 1997
  - Zwitserse voetbalbeker: 2006
- Grasshopper
  - Landskampioen: 2003